# Brantner Österreich
Die Brantner Österreich ist ein Unternehmen in den Bereichen Abfall- und Ressourcenmanagement, Recycling und Produktion, Handel mit Nebenprodukten sowie Transport und Logistik. Am Hauptsitz in Krems an der Donau (Niederösterreich) wird der Betrieb mittlerweile in der dritten Generation von Familie Brantner geführt. Das Unternehmen erledigt die Entsorgung für mehr als 1.000 Gemeinden und Städte sowie für mehr als 30.000 Gewerbe-, Handels - und Industriebetriebe im In- und Ausland.
Die Gruppe ist zu 100 Prozent im Besitz der Danubia Privatstiftung der Familie Brantner und ist in fünf Ländern vertreten. Neben Österreich sind dies Slowakei (seit 1992), Tschechien (seit 1992), Rumänien (seit 2004), Serbien (seit 2007). Die Brantner-Gruppe hat 65 Niederlassungen und Joint Ventures in Europa und Asien mit über 1.300 Fahrzeugen und Arbeitsmaschinen. Das Unternehmen betreibt in Europa dreizehn Deponien, zwölf Müllsortieranlagen und elf Kompostieranlagen sowie fünf weitere Aufbereitungsanlagen.